# Kresten Drejergaard
Kresten Drejergaard, född 1944, är cand.theol. och biskop i Den danske folkekirke.
Drejergaard fick sin ämbetsexamen i teologi från Aarhus Universitet 1970. Han var sognepræst på Västfyn  1974-95 och blev därefter biskop i Fyns stift.